# Paul Nettl
Paul Nettl (geboren am 10. Januar 1889 in Hohenelbe, Österreich-Ungarn; gestorben am 8. Januar 1972 in Bloomington, Indiana) war ein österreichisch-US-amerikanischer Musikwissenschaftler.

## Leben
Paul Nettl war Sohn des Papierfabrikanten Karl Nettl und der Johanna Beck. Er studierte von 1909 bis 1915 Jura an der Karl-Ferdinands-Universität in Prag, parallel dazu Musikwissenschaften bei Heinrich Rietsch und Musikkomposition bei Gerhard von Keußler und in Wien bei Guido Adler. Nach seiner juristischen Promotion 1913 wurde er 1915 mit der Dissertation Studien zur Spielarie nebst einem Beitrag zur Geschichte der österreichischen Suitenkomposition im 17. Jahrhundert promoviert. Während des Ersten Weltkriegs wurde er als Leutnant der k.u.k. Armee eingezogen und wurde mit dem Goldenen Verdienstkreuz ausgezeichnet. 1920 wurde er mit der Schrift Wiener Tanzmusik in der zweiten Hälfte des 17. Jahrhunderts habilitiert. Er heiratete 1928 die Pianistin Gertrude Hutter (1905–1952); der amerikanische Musikethnologe Bruno Nettl (1930–2020) war ihr Sohn. Er war in zweiter Ehe mit Margaret von Gutfeld verheiratet, der er die Beethoven-Enzyklopädie widmete.
Nettl war ab 1920 Privatdozent an der Prager Universität und wurde dort 1927 Leiter des Musikwissenschaftlichen Instituts, wurde aber wegen seiner jüdischen Herkunft 1930 nicht auf die freie Professur berufen. Ab 1933 war er musikalischer Direktor der deutschsprachigen Abteilung des Rundfunks der ČSR und engagierte sich in der Demokratischen Flüchtlingsfürsorge für die Flüchtlinge aus dem Deutschen Reich und aus dem autoritär regierten Österreich. 1939 konnte er mit seiner Familie fliehen, seine in der besetzten Tschechoslowakei gebliebenen Eltern wurden im Ghetto Theresienstadt ermordet, seine Schwiegermutter Clara Hutter überlebte die dreijährige Ghettohaft.
In den USA war Nettl bis 1945 Professor am Westminster Choir College in Princeton, New Jersey. Von 1946 bis zu seiner Emeritierung 1959 lehrte er an der Indiana University Bloomington und hatte Lehraufträge an der Roosevelt University in Chicago und am Cincinnati Conservatory. Nettl hatte Lehraufträge an der Universität Wien und war Mitglied des Zentralinstituts für Mozartforschung in Salzburg.
Nettl hat zu verschiedenen Perioden der Musikgeschichte veröffentlicht und auch populäre Darstellungen verfasst. Der Begriff Gebrauchsmusik wurde möglicherweise 1921 von Nettl geprägt.

## Schriften (Auswahl)

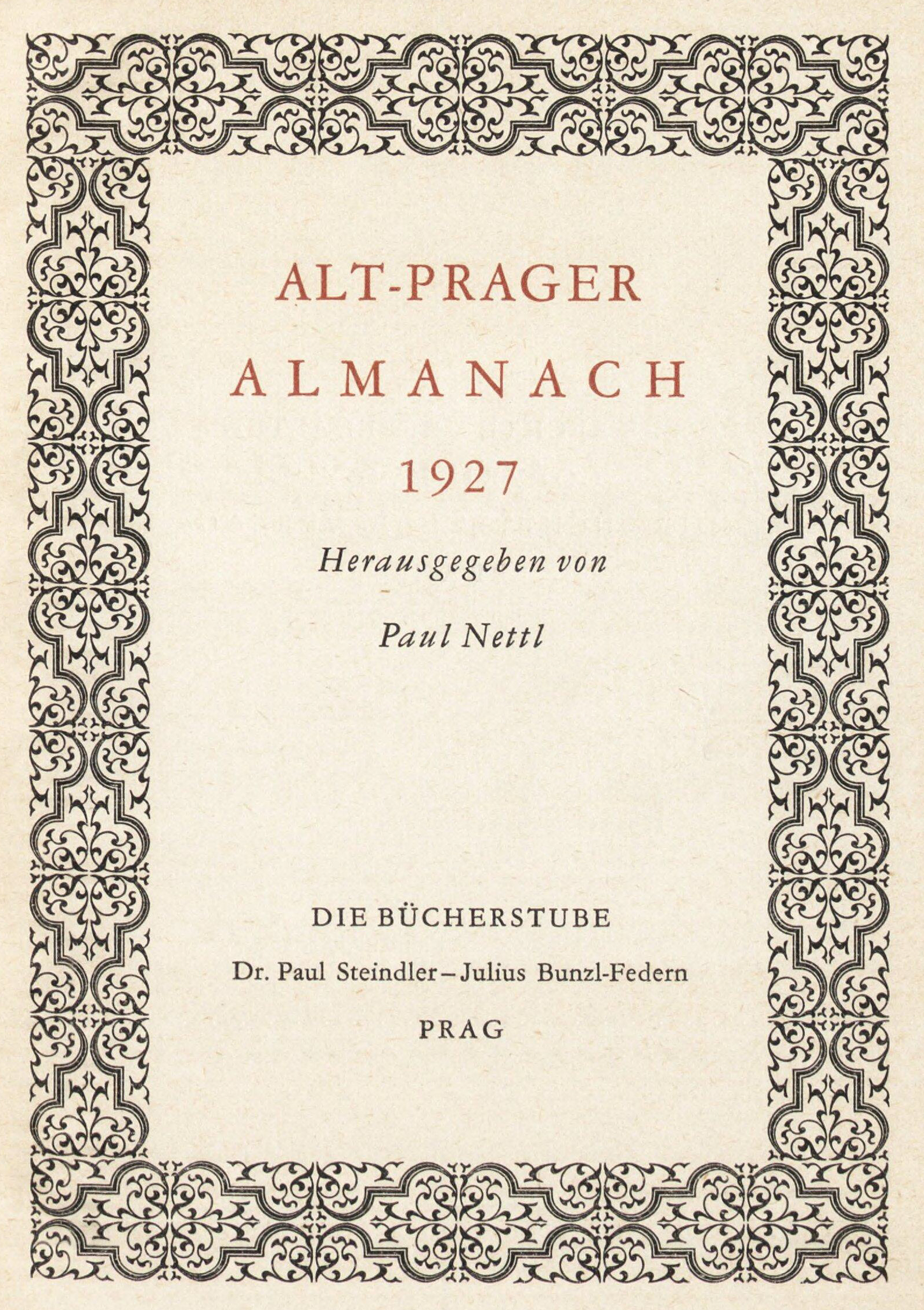
1927

- The Beethoven encyclopedia. Carol Publ. Group, Secausus, NJ 1994.
- Mozart and masonry.Da Capo Press div. of Plenum Publishing Corp., New York 1970.
- Luther and music.Russel, New York 1967.
- Tanz und Tanzmusik. Herder, Freiburg i. Br. 1962.
- Mozart und der Tanz. Classen, Zürich 1960.
- Beethoven und seine Zeit. Fischer Bücherei, Frankfurt a. M. 1958.
- W. A. Mozart. Fischer Bücherei, Frankfurt/M. 1955.
- Der kleine Prophet von Böhmisch-Brod. Bechtle, Esslingen 1953.
- Goethe und Mozart. Bechtle, Esslingen 1949.h
- The story of dance music. Philosophical Library, New York 1947.
- Mozart und die Königliche Kunst. Verlag Franz Wunder, Berlin 1932.
- Musik und Tanz bei Casanova. Gesellschaft Deutscher Bücherfreunde, Prag 1924.
- Alte jüdische Spielleute und Musiker. Flesch, Prag 1923.